# Bildungssystem
Bildungssystem (etwas allgemeiner und umfassender auch Bildungswesen genannt) bezeichnet das Gefüge aller Einrichtungen und Möglichkeiten des Erwerbs von Bildung innerhalb eines Staates. Es umfasst das Schulwesen bzw. -system als solches, seine angegliederten Bereiche, das Hochschulwesen bzw. -system und den Bereich der persönlichen Weiterbildung. Während das Schulsystem und das Hochschulsystem meist streng reguliert und organisiert sind, verfügt das Bildungssystem auch über weite, nicht reglementierte Bereiche. Üblicherweise dient ein Bildungssystem dazu, alle Teile der Gesellschaft eines Landes für die Dauer des gesamten Lebens ihrer Mitglieder mit Bildung zu versorgen.
Grundsätzlich unterscheidet man vier Bildungsbereiche: die Vorschule (Kindergarten) als nullten, die Grundschule als ersten, die weiterführende Schule als zweiten und die Hochschulen als dritten Bildungsbereich.

## Schulsysteme sind Institutionen
Die Schulsysteme sind als Institutionen zu verstehen. In der Soziologie des Bildungswesens versteht man Institutionen als gesellschaftliche Einrichtungen, die sich im Prozess der Soziogenese der Gesellschaft ausdifferenziert haben. Sie dienen dazu grundlegende Probleme der Gesellschaft zu lösen, beispielsweise ermöglichen sie die Konfliktbewältigung oder die Herstellung lebensnotwendiger Güter (vgl. Fend, 2011). Die Sozialisation und die Erziehung stellen die zwei Hauptaufgaben des Schulsystems dar. Die Sozialisation erweist sich als notwendig, um der Instinktarmut entgegenzuwirken, eine Weltoffenheit und Plastizität zu ermöglichen und die Lernfähigkeit des Menschen zu fördern. Zudem schafft sie die Voraussetzungen zur Aufrechterhaltung menschlichen sozialen Lebens. Die Funktion von Erziehung ist es, die Gesellschaft zu reproduzieren, das heißt, sie muss im Spannungsfeld zwischen der menschlichen „Unfertigkeit“ und den komplexen Notwendigkeiten der Gesellschaft einen Weg finden, den Menschen optimal auf seine Funktion in der Gesellschaft vorzubereiten. Die Menschen müssen ältere Menschen im gesellschaftlichen System ersetzen und tragen somit die Verantwortung, dass das, was ein Mensch bis anhin geleistet hat, ebenso gut oder besser weitergeführt wird. Fend (2011, S. 42) meint dazu: „Die neue Generation soll trainiert werden, als Personen unter modernen Lebensbedingungen optimal das eigenen Leben in die Hand zu nehmen.“ Dafür müssen die Kinder und Jugendlichen zum Beispiel ebenso Lesen und Schreiben lernen wie dies auch die Generationen vor ihnen schon mussten. Das Schulsystem muss dementsprechend die Kinder und Jugendlichen auf das gesellschaftliche Leben und ihre Aufgaben vorbereiten.

## Aufgaben
Das Bildungssystem steht in einer idealtypischen Betrachtung mit drei gesellschaftlichen Funktionssystemen in einem funktionalen Beziehungsverhältnis:
- das ökonomische System
- das politisch-soziale System
- das soziokulturelle System

Dem soziokulturellen System (Gesamtheit der Werte, Normen und Traditionen und der sie repräsentierenden Institutionen und Interessengruppen) gegenüber erfüllt das Bildungssystem eine Integrationsfunktion. Dies geschieht durch die Vermittlung von Kulturgütern und das Heranziehen neuer Kulturträger, die den Fortbestand des soziokulturellen Systems sichern. Hierzu wirkt das soziokulturelle System über seine Einflusskanäle, sowie die Definition des Bildungs- und Erziehungsauftrages, besonders der Schulen, auf das Bildungssystem ein.
Das ökonomische System ist vom Bildungssystem dahingehend abhängig, dass es auf die Qualifikation jedes einzelnen angewiesen ist. Diese Qualifikation ist nicht nur für das richtige Handeln im Beruf (siehe auch Employability), sondern auch für das Verhalten als Kunde oder Verbraucher (siehe auch Ökonomische Bildung, Finanzielle Allgemeinbildung) von grundlegender Bedeutung. Umgekehrt sichern ökonomische Prozesse die materielle Versorgung des Bildungssystems.
Auch mit dem politisch-sozialen System (Gesamtheit der staatlichen Institutionen und meinungsbildenden Interessengruppen) bestehen Interaktionen. Dieses System ist auf die Loyalität der Gesellschaftsmitglieder angewiesen, wofür besonders die konsensfähige Regelung der sozialen Ungleichheit von großer Bedeutung ist. In nachfeudalen Gesellschaften wird diese Regelung durch den Bildungserfolg des Einzelnen gewährleistet und garantiert. Eine Aufgabe des Bildungssystems ist deshalb die Dokumentation von erbrachten Leistungen und Fähigkeiten durch formale Qualifikationen wie Schulabschlüsse. Hierdurch wird eine nicht immer leistungsbezogene Auslese vorgenommen. Im Gegenzug sichert das politisch-soziale System durch verbindliche Rahmen den Fortbestand des Bildungssystems.

## Funktionen von Bildungssystemen nach Fend: Enkulturation, Qualifikation, Allokation und Integration
Schulsysteme sind „Orte der gesellschaftlich kontrollierten und veranstalteten Herstellung von Subjektivität.“ (Fend, 2011, S. 42)
Die soziale Reproduktionsaufgabe gliedert sich in vier Aufgabenbereiche:
1. Kulturelle Reproduktion / Enkulturationsfunktion: Sie bezieht sich auf die Reproduktion grundlegender kultureller Fertigkeiten und kultureller Verständnisformen der Welt und Person. Sie wird als Enkulturation bezeichnet. Sie reicht von der Beherrschung grundlegender Symbolsysteme wie Sprache und Schrift bis zur Internalisierung grundlegender Wertorientierungen, z. B. der Vernunftfähigkeit und moralischen Verantwortlichkeit des Individuums.
2. Qualifikationsfunktion: Unter Qualifizierung soll die Vermittlung von Fertigkeiten und Kenntnissen verstanden werden, die zur Ausübung „konkreter“ Arbeit erforderlich ist.
3. Allokationsfunktion des Bildungswesens und die soziale Selektion: Die dritte gesellschaftliche Funktion des Bildungswesens bezieht sich direkt auf die Sozialstruktur einer Gesellschaft. Unter Sozialstruktur wird die soziale Gliederung einer Gesellschaft nach Bildung, Einkommen, Kultur usw. verstanden. Für die Zuordnung des Bildungswesens zur gesellschaftlichen Arbeitsteilung ist besonders das System von Positionsverteilungen einer Gesellschaft wichtig, das unterschiedliche Qualifikationen erfordert. Die Aufgabe, die Verteilung auf zukünftige Berufslaufbahnen und Berufe vorzunehmen, soll Allokationsfunktion genannt werden.
4. Integrations- und Legitimationsfunktion des Bildungswesens: Schulsysteme sind Instrumente der gesellschaftlichen Integration. In ihnen ist die Reproduktion von solchen Normen, Werten und Weltsichten institutionalisiert, die zur Stabilisierung der sozialen und politischen Verhältnisse dienen.

Funktionen sollen somit die Beiträge heißen, die für die Aufrechterhaltung sozialer Systeme und ihrer „Handlungsfähigkeit“ notwendig sind. Die Enkulturationsfunktion bietet die Chance, die Autonomie der Person im Denken und Handeln zu stärken. Der Qualifikationsfunktion entspricht die Chance, Wissen und Fähigkeiten zu erwerben, die eine selbstständige berufliche Lebensführung ermöglichen. Die Allokationsfunktion korrespondiert die Möglichkeit, den beruflichen Aufstieg und die berufliche Stellung durch eigene Lernanstrengungen und durch schulische Leistungen in die Hand zu nehmen. Der Integrationsfunktion entspricht die Chance der Begegnung mit den kulturellen Traditionen eines Gemeinwesens. Damit werden soziale Identitätsbildung, Identifikation und soziale Bindung als Grundlage für soziale Verantwortung ermöglicht (vgl. Fend, 2011).

## Bildungssystem in Deutschland
Das Bildungssystem in Deutschland ist fünfstufig. Die fünf Stufen sind die Primarstufe, die Sekundarstufe I und Sekundarstufe II, der tertiäre und der quartäre Bereich, zu dem vorwiegend die Weiterbildungsangebote gehören, beispielsweise beruflicher Anbieter oder der Volkshochschule. Insofern begleitet das Bildungssystem den Menschen lebenslang. Dem Bildungssystem wird bisher der Vorschulbereich nicht zugerechnet, wenn auch einige Ländergesetze dies bereits geändert haben. Nach dem Kindergarten/der Vorschulzeit beginnt der Bildungsweg mit der obligatorischen Grundschule.

## Bildungssystem in Österreich
Das Bildungssystem in Österreich hat ebenfalls fünf Stufen, wobei der Kindergarten vorgelagert ist. Der Primarstufe in Form der Volksschule folgt die Sekundarstufe I, vertreten durch die Neue Mittelschule sowie die Unterstufe von AHS (Allgemeinbildenden höheren Schulen). Die Sekundarstufe II bildet die Oberstufe. Weiter gibt es postsekundäre Schulen im Bereich der Berufsausbildung sowie das Tertiäre Bildungssystem mit den Universitäten, Fachhochschulen und Pädagogischen Hochschulen.
In Österreich besteht grundsätzlich Schulpflicht, jedoch kann diese unter bestimmten Umständen z. B. durch die Teilnahme am Unterricht von Privatschulen ohne Öffentlichkeitsrecht oder durch die Teilnahme am häuslichen Unterricht erfüllt werden.
Das österreichische Bildungssystem wird seit Jahren von Schulexperten wie z. B. Andreas Salcher kritisiert.

## Schul- und Bildungssysteme nach Ländern
Die einzelnen Schul- und Bildungssysteme finden sich in den folgenden Kategorien:
- Kategorie:Schulwesen nach Staat
- Kategorie:Bildungssystem